# Астазия
Аста́зия (от др.-греч. ἀ- — приставка со значением отсутствия и στάσις — стояние, осанка) — нарушение способности стоять. В лежачем положении у больного движения в ногах сохранены, координаторных расстройств нет, мышечная сила достаточная. Может быть вызвано нарушением координации мышц тела при обширных поражениях лобных долей мозга и мозолистого тела.
Астазия является синдромом двигательных расстройств.
Наблюдается также при диссоциативных (конверсионных) расстройствах (ранее называвшихся истерией), а именно при диссоциативных двигательных расстройствах (F44.4), также может быть симптомом корковой атаксии.
Часто астазия сочетается с абазией (потерей способности хождения).

## Виды
1. Психогенная астазия,
2. Возрастная астазия,
3. Астазия, возникающая при поражении головного мозга[6].

В ряде случаев походка пациентов с локальным поражением лобных долей напоминает походку пациентов с мозжечковой атаксией. Она характеризуется широкой базой ходьбы, пошатыванием, дискоординацией в движении ног и туловища, что приводит к резкому смещению центра тяжести относительно площади опоры и частым падениями, которые могут быть в любом направлении, но чаще назад. В ряде случаев — невозможностью стоять и ходить (астазия-абазия) при отсутствии парезов и сенсорных расстройств. При астазии-абазии сохраняются пассивные и активные движения в положении лёжа.